# Römisch-katholische Kirche in Slowenien
Die römisch-katholische Kirche in Slowenien ist Teil der weltweiten römisch-katholische Kirche unter der spirituellen Leitung des Papstes und der Kurie in Rom. In Slowenien geben 1.163.000 Menschen an, römisch-katholischen Glaubens zu sein, das sind 57,80 Prozent der Gesamtbevölkerung (Volkszählung von 2002). Ungefähr 1.300 Gläubige gehören der mit Rom unierten griechisch-katholischen Eparchie Križevci an.

## Geschichte
Am 7. April 2006 errichtete Papst Benedikt XVI. mit der Apostolischen Konstitution Slovenorum fidelium (‚Den treuen Slowenen‘) die Bistümer Novo mesto, Maribor, Celje und Murska Sobota und reorganisierte dadurch die Diözesane Gliederung in Slowenien.

## Diözesane Gliederung und Organisation

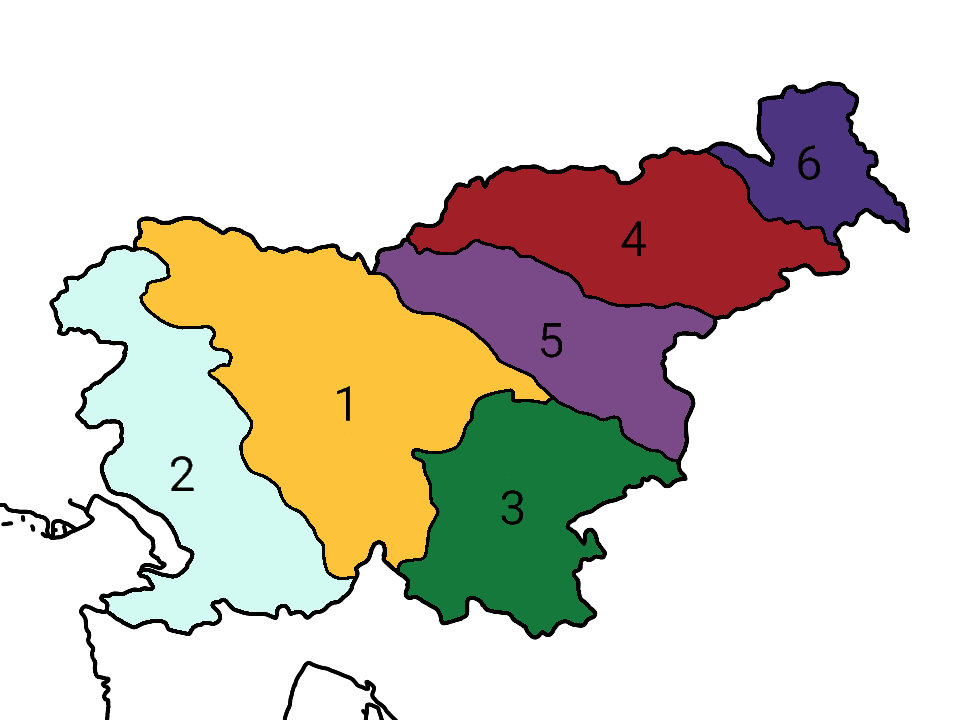
Diözesane Gliederung

Die katholische Kirche auf dem Gebiet von Slowenien ist auf sechs Diözesen aufgeteilt, die zwei Kirchenprovinzen bilden:

### Kirchenprovinz Ljubljana
| Erzbistum/Bistum    | Bischof            | gegründet        | Katholiken | Anteil an der Bevölkerung | Kathedrale                   |
| ------------------- | ------------------ | ---------------- | ---------- | ------------------------- | ---------------------------- |
| Erzbistum Ljubljana | Stanislav Zore OFM | 6. Dezember 1461 | 545.111    | 68,1 %                    | Dom St. Nikolaus (Ljubljana) |
| Bistum Koper        | Peter Štumpf SDB   | 17. Oktober 1977 | 185.450    | 71,6 %                    | Maria Himmelfahrt            |
| Bistum Novo mesto   | Andrej Saje        | 7. April 2006    | 139.144    | 85,6 %                    | Kathedrale Heiliger Nikolaus |

### Kirchenprovinz Maribor
| Erzbistum/Bistum     | Bischof             | gegründet     | Katholiken | Anteil an der Bevölkerung | Kathedrale                         |
| -------------------- | ------------------- | ------------- | ---------- | ------------------------- | ---------------------------------- |
| Erzbistum Maribor    | Alojzij Cvikl SJ    | 7. April 2006 | 353.055    | 84,7 %                    | Kathedrale Hl. Johannes der Täufer |
| Bistum Celje         | Maksimilijan Matjaž | 7. April 2006 | 228.670    | 77,5 %                    | Kathedrale von Celje               |
| Bistum Murska Sobota | Janez Kozinc        | 7. April 2006 | 83.481     | 74,3 %                    | Kathedrale Heiliger Nikolaus       |

### Bischofskonferenz
Die Bischöfe Sloweniens sind in der Slowenischen Bischofskonferenz vertreten, diese ist die ständige Versammlung der Bischöfe.

### Diplomatische Beziehungen
Der Heilige Stuhl und Slowenien unterhalten volle Diplomatische Beziehungen. Apostolischer Nuntius in Slowenien ist seit Mai 2025 Erzbischof Luigi Bianco. Die slowenische Nuntiatur liegt in Ljubljana im Stadtzentrum. Der slowenische Botschafter beim Vatikan ist seit 2023 Franc But.

## Entwicklung der Katholikenzahl
Anzahl der Katholiken in Slowenien:
| Jahr | Katholiken | Anteil der Bevölkerung |
| ---- | ---------- | ---------------------- |
| 2009 | 1,577,014  | 78,04 %                |
| 2010 | 1,569,119  | 77,30 %                |
| 2011 | 1,557,276  | 76,85 %                |
| 2012 | 1,554,355  | 81,40 %                |
| 2013 | 1,543,114  | 80,06 %                |
| 2014 | 1,523,040  | 74,52 %                |
| 2015 | 1,535,297  | 75,68 %                |
| 2016 | 1,523,113  | 75,32 %                |
| 2017 | 1,511,980  | 73,15 %                |
| 2018 | 1,513,756  | 72,74 %                |
| 2019 | 1,509,986  | 72,11 %                |
| 2021 | 1,517,274  |                        |